# The Endocrine Society
The Endocrine Society ou Société d'endocrinologie est une société savante et médicale internationale d'origine américaine destinée à la recherche fondamentale et clinique dans le domaine de l'endocrinologie et fondée aux États-Unis en 1916. En 2006, elle regroupe plus de 13 000 membres à travers plus de 85 pays.

## Historique
Fondée en 1916, The Association for the Study of Internal Secretions devient The Endocrine Society le 1er janvier 1952. Elle regroupe médecins et chercheurs internationaux impliqués dans les domaines de la médecine, l'endocrinologie, la biologie moléculaire, la biologie cellulaire, la biochimie, la physiologie, la génétique, l'immunologie, le métabolisme et la santé publique.
La société tient tous les ans depuis 1916 (sauf en 1943-45) un congrès scientifique international renommé se déroulant sur le continent nord-américain et réunissant environ 10 000 participants chaque année. Par ailleurs The Endocrine Society est l'éditeur de quatre revues scientifiques spécialisées dont Endocrinology publiée depuis janvier 1927 et Journal of Clinical Endocrinology and Metabolism publié depuis janvier 1952.
En 1997, The Society Society créa The Hormone Foundation, une fondation publique éducative dont la mission est de promouvoir la connaissance publique, la prévention, les traitements, dans le domaine de l'endocrinologie et les désordres métaboliques.
Chaque année, The Endocrine Society décerne de nombreux prix pour distinguer les chercheurs émérites dans le domaine, ainsi que quelques bourses de travail.

## Publications
- Endocrine Reviews (1980)
- Endocrinology (1917)
- Journal of Clinical Endocrinology and Metabolism (1952)
- Molecular Endocrinology (1987)
- Recent Progress in Hormone Research
- Hormones and Cancer (2010)

## Sources
- (en) Cet article est partiellement ou en totalité issu de l’article de Wikipédia en anglais intitulé « The Endocrine Society » (voir la liste des auteurs).
- D'après le site officiel de The Endocrine Society.